# 贈り物
贈り物（おくりもの、英: present プレゼント、あるいは gift ギフト）とは、何らかの気持ちをこめて贈るものを指す。ご進物（ごしんもつ）とも。

## 概説

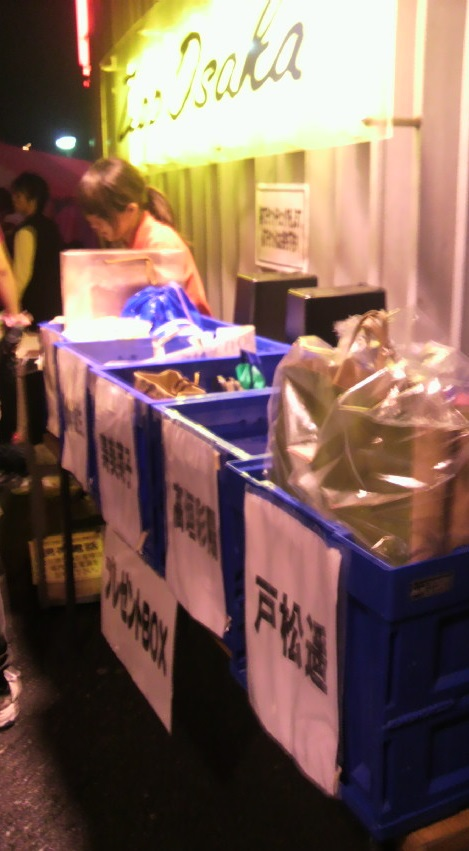
音楽ライブ会場のプレゼントBOX（日本）

通常、贈る側から贈られる側に、何らかの気持ちを伝えるために行われる。そして何か特別な日には、人と人の間で気持ちを伝えあうということが行われるので、結果として、贈り物は特別な日に贈られることが多い（だが、特別ではない、普通の日に贈られることもある）。
いわゆる「商品」でない「贈り物」の特徴として、以下の3点が挙げられる。
- 贈り物を媒介として、前の所有者の人格や感情が伝達される。
- 友情や信頼の持続性を表明するため、お返しには一定の間隔をおく。
- 贈り物では、交換価値（例えば金額換算）という思考が通常は排除される。

贈り物が行われる機会
世界の広域で、次のような機会にはしばしば贈り物が贈られる。
- 誕生日
- 結婚
- 出産
- 結婚記念日
- 葬儀

- 訪問時の土産
- 離れる時の餞別

贈り物で伝えようとされる気持ち
贈り物で伝えようとされる気持ちとしては次のようなものがある。
- 愛情[2]
- 友情[2]
- リスペクト[2]
- 感謝（御礼）
- 祝福（お祝い）
- お見舞い

そのほか、賄賂など、よからぬ気持ち、よからぬ目的（「私には特別な便宜をはかってくれ」など）を伝えるために贈り物がされる場合もある。

## 地域別・国別の習慣

### 欧米
西ヨーロッパや北米では次のような習慣がある。キリスト教圏なので、キリスト教に関連する日も多い。
- エトレンヌ（1月初旬） - フランスで伝統的に行われる。
- バレンタインデー（2月14日） - フランスでは男性から女性に贈り物をする日である。（フランスでは1ヶ月後に日本のような"ホワイトデー"は無いので、女性からお返しする必要は無い）[3][注釈 2]。スペインでもバレンタインデーは主に男性から女性に愛情を伝えるために贈り物をする日で、定番は赤いバラ[4]。なお、バレンタインデーの起源は、ローマ近郊テルニの司教ウァレンティヌスの殉教記念日。7世紀にキリスト教の祝祭行事となったが、14世紀頃には縁結びの守護聖人の日として恋人同士がプレゼントを贈りあうなど世俗化が進んだ。アメリカでは第一次世界大戦後、カード業界を中心にしてこの日にグリーティングカードを贈りあう風習が起こり、アメリカでは現在も恋人同士に限らず、親子や友人どうしでカードを贈りあうことがひろく行われている[5]。
- ミモザの日（3月8日、国際女性デー） - 特にイタリアで、女性に感謝の気持ちを伝えるために男性（夫、恋人、息子、同僚など）から美しいミモザの花を贈る。ミモザは黄色い花[6]。
- イースター（4月頃）
- 母の日 スペインは5月第1日曜日、北欧スウェーデンは5月最終日曜日、アメリカはアン・ジャービスの教会追悼以来5月の第2日曜日に祝うなど、国により日付が異なる。
- 父の日 アメリカ発祥。アメリカでは父の日は6月16日。
- ハロウィン（10月31日）

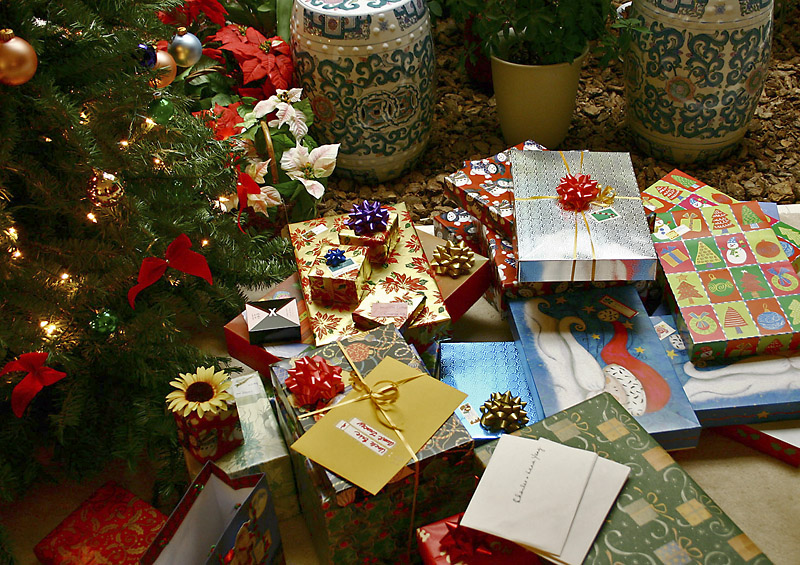
クリスマスツリーの下に置かれたプレゼント

- クリスマス（12月24日） - 古くからあるクリスマスの風習に、クリスマスプレゼント・クリスマスカード・サンタクロースといった要素が加わるのは19世紀以降のアメリカにおいてであり、それはクリスマス期の消費促進を目的としたものであった[5]。

### 日本
- お年玉（正月期間中、「三が日」または「松の内」） - 年神からの賜りもの、年（トシ = 米 = 稔りに1年かかるの意）の魂（霊魂）、という意味合いがある[7]。
- 年賀
- バレンタインデー（2月14日） - 日本にこの風習がいつ伝わったか確かなことは分かっていないが、商業イベントとしては1930年代、広く浸透はしなかったものの、製菓業界による宣伝を契機にするという説が有力である。1950年代には、百貨店が女性を対象とした販売促進イベントとしてこの習慣をアピールした。このときは送る相手（恋人・友人・家族）、贈答品の種類も企業によってまちまちだった。1960年代には、森永製菓が「恋人にチョコレートを贈る」というメッセージの広告を展開し、女性消費者の関心を引き付けた。（おりしも皇太子のご成婚（1959年）以降ロマンスへ関心が高まっていた。）1970年代になり、ようやくバレンタインデーは広く浸透し、贈り物もチョコレートに固定化されるようになった。この頃の贈り主はもっぱら10代の女性である。1980年代には、好景気の影響もありチョコレートに別の贈り物を添えたり、チョコレートを手作りする風潮が起こった。また義理チョコという日本独自の風習も始まった[5]。
- ホワイトデー（3月14日） - 1980年代、日本の洋菓子業界がバレンタインデーの返礼イベントとして提案した、日本独自の風習である[5]。
- 合格祝い、入学祝い、卒業祝い

- 母の日（毎年5月の第2日曜日）
- 父の日（毎年6月の第3日曜日）

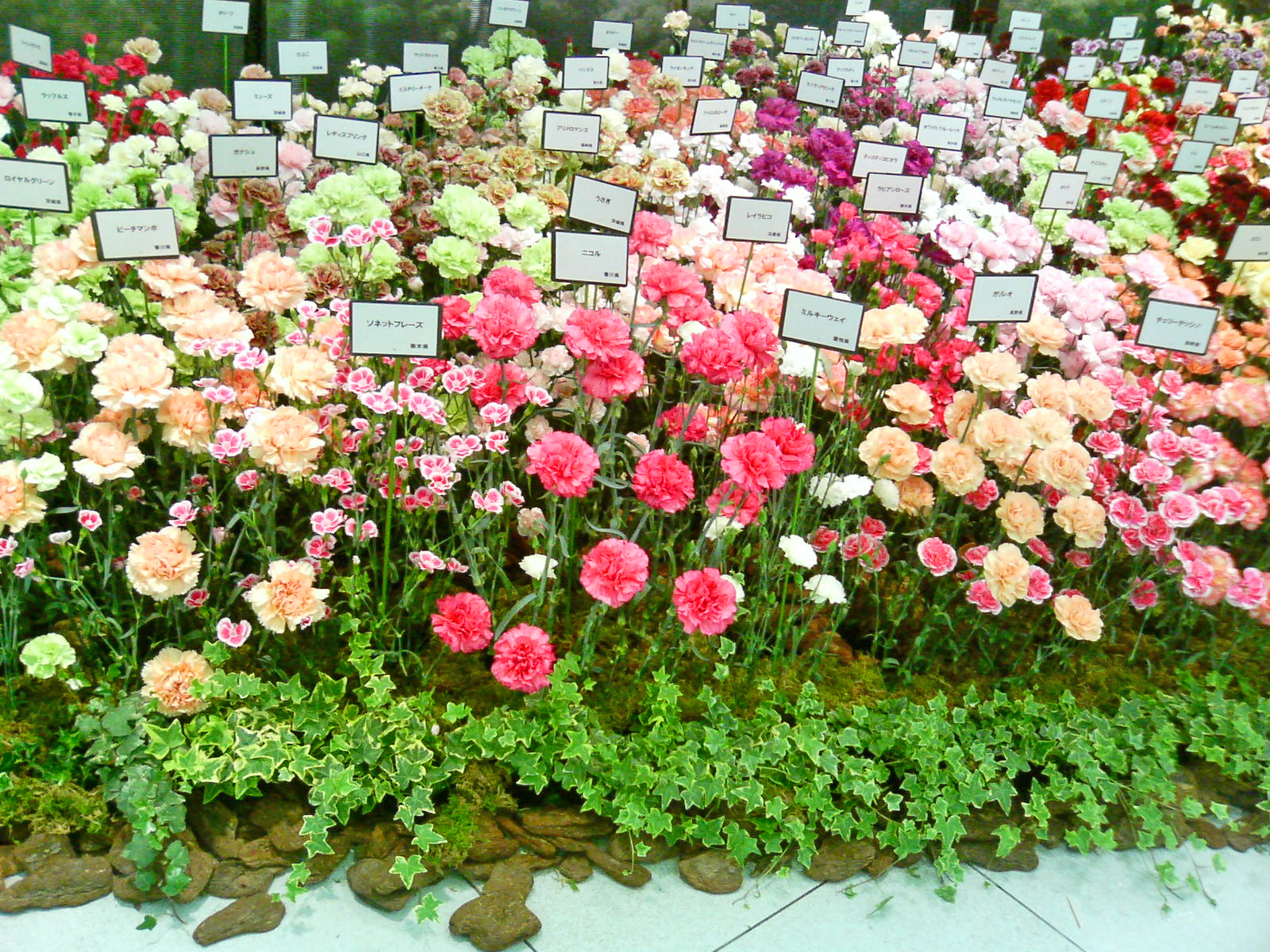
母の日のカーネーション

- 中元 - 起源は中国の星祭の三元のひとつ、陰暦7月15日の中元にさかのぼる。道教ではこの日を盛大に祭る風習があり、それが六朝時代末期に仏教の盂蘭盆会と習合した。これが日本へ渡来したのち、お精霊様（先祖の死霊）を迎える風習とさらに習合し、日本風のお盆と中元という習俗が成立した[7]。
- 歳暮 - 日本では収穫の神事の後、直会で共に会食することにより、人々は神の霊魂の分割にあずかり連帯を強めるという習俗があった。また年の暮れには先祖の魂祭りをする習俗もあった。これらが結びつき、歳暮の贈答という風習となったと考えられる[7]。
- クリスマス（12月24日） - 日本では明治以降、百貨店が販売促進を目的としてクリスマスプレゼントの風習をアピールしたが、ごく一部にしか浸透しなかった。1950年代の進駐軍とキリスト教団体による慈善活動以降、急速にひろく普及するようになったが、その頃は成人男性の盛り場での娯楽イベントという性質のものだった。1960年代以降、経済成長に伴うマイホーム主義が広まるにつれ、家庭内イベントとして浸透した。1970年代後半以降は若い男女へのアピールが強まり、またクリスマスイブが重要になった。1980年代後半のバブル景気期に、そのロマンチック志向・ブランド志向は頂点に達した。1990年代以降は個性や自分らしさを演出する傾向が見られるようになった[5]。

### 中国語圏
- 圧歳銭（日本でいうお年玉に相当）

### ネイティブ・アメリカン
- ポトラッチ

## 学問的な考察や分析

### モースによる考察
マルセル・モースは『贈与論』において、「贈与をめぐる3つの義務」を提示した。
1. 贈り物を与える義務 - 動機は様々だが、先例や慣習といった暗黙の圧力や、受贈者が自分と他の贈与者候補を比量した時の結果を恐れる心理から発生する義務感によって贈られる。人は意識的、無意識的に受贈者から見返りを回収することを期待する。
2. それを受ける義務 - 贈り物を受けることで債務意識が生じる。しかし、贈り物を拒むことは人間関係を築く上で禍根を残すこともある。そのため、贈り物を受けることは関係を維持するための基本的なマナーとなる。
3. お返しの義務 - 「貸し」「借り」を作ったままでは双方が落ち着かないのでお返しをする。こうした受贈者に生じる返礼の義務感を互酬性(reciprocity)とも呼ぶ。

のちに、モーリス・ゴドリエは第4の義務として「神々や神を代表する人間へ贈与する義務」を追加した。歴史を遡るほど人々の生活の中で第4の義務の比重は高くなる。

### 民俗学的考察
人類学者のブロニスワフ・マリノフスキはトロブリアンド諸島の部族が持つクラという交易の風習を研究し、その贈答・交換の儀式が、社会関係の形成や維持に貢献しているとした。マルセル・モースはクラやポトラッチといった贈与習俗を調査・研究した上で、売買という経済活動の起源は単純な物々交換ではなく、贈り物の提供・受容・返礼という宗教的観念を背景とした儀礼にあるとした。
柳田國男は日本人の贈答でなぜ食物が重視されるかを考察した。そしてその起源は、節や祝祭で神を祀り、その供物を人にも提供したことにある、すなわち食物としての贈り物は本来、神に対する供物であったとした。
和歌森太郎は柳田の考察を引き継いだ上で、まずは祭りの供物を神と祭祀に関わる者が共に食す神人共食思想があり、それが祭りに参加する人々も含めた共食へ広がり、人々の間でやりとりされる贈答という習慣につながったとし、また受け取った贈り物の一部を返す習俗はこの共食思想の名残とした。

## 禁止
- 1941年 - 戦時色が強くなった日本では歳暮、中元等の贈答廃止運動が行われた[13]。